# Polygala evolvulacea
Polygala evolvulacea är en jungfrulinsväxtart som beskrevs av Rupert Charles Barneby. Polygala evolvulacea ingår i släktet jungfrulinssläktet, och familjen jungfrulinsväxter. Inga underarter finns listade i Catalogue of Life.